# 伊恩·金
伊恩·金（英語：Ian King；？—）是一名英国商业记者，目前是天空新闻台《伊恩·金现场直播》的主持人。

## 早年生活
伊恩·金在布里斯托尔和德文郡长大。拥有曼彻斯特大学历史学位（当时也是《曼库尼翁》的编辑）和伦敦大学城市学院报纸新闻学研究生文凭。在转向新闻界前，他在伦敦金融城的米德兰银行工作了三年半，后又跳槽汇丰银行担任业务分析师。

## 职业生涯
伊恩·金曾在《每日电讯报》、《卫报》和《星期日邮报》工作，2000年加盟《太阳报》当了八年的商业编辑。 2008年任《泰晤士报》商业部副主编，2011年任商业城市部主编。金偶尔出现在《杰夫·兰德尔现场直播》的杰夫·兰德尔之旁。2014年3月，伊恩·金接棒兰德尔，成为天空新闻台经济新闻的代言者。天空新闻台负责人约翰·赖利表示：“伊恩的资历无可挑剔。他是商业新闻界的强人，我知道他会对我们的观众产生真正的影响。” 
目前他在CNBC欧洲台10 Fleet Place演播室现场直播天空新闻的平日经济新闻节目《伊恩·金现场直播》。

## 争议
2015年8月，在伊恩·金在英国夏令时晚九点前在电视直播中使用“Fuck”后招致英国通讯管理局的调查。在他主持《伊恩·金现场直播》时采访一位经济学家关于美国利率的采访时，金意外使用了“Fuck”。 

## 所获奖项
伊恩·金在全国性报纸和电视台有二十五年的经济记者生涯，并兩度斩获年度商业记者奖。励志演讲机构“提高标准”评价他为“经验丰富的记者”。